# 15e étape du Tour de France 1914
Pour un article plus général, voir Tour de France 1914.
La 15e étape du Tour de France 1914 s'est déroulée le dimanche 26 juillet.
Les coureurs relient Longwy à Dunkerque, au terme d'un parcours de 340 kilomètres.
Le coureur français Henri Pélissier gagne l'étape, tandis que le coureur belge Philippe Thys conserve la tête du classement général et remporte son deuxième Tour de France.

## Déroulement de la course
Philippe Thys n'est pas inquiété dans la dernière étape, conformément au souhait d'Alphonse Baugé, directeur sportif de Peugeot, qui veut avant tout préserver l'intérêt de l'équipe. Tandis que la pluie accompagne le peloton dans la première moitié de l'étape, les coureurs restent groupés. Henri Pélissier produit son effort à Marly-le-Roi, dans la côte du Cœur-Volant, mais ne parvient pas à distancer Philippe Thys. Deux autres coureurs les accompagnent, le Français Maurice Brocco et le Belge Jean Rossius. Ce dernier, bien que n'appartenant pas à la même équipe que Thys, favorise les intérêts de son compatriote et lui apporte son soutien. À l'arrivée sur la piste du vélodrome du Parc des Princes, où se sont réunis plus de 30 000 spectateurs, Pélissier se montre le plus rapide et remporte sa troisième victoire d'étape.

## Classements

### Classement de l'étape
| \| Classement de l'étape \| Classement de l'étape \| Classement de l'étape \| Classement de l'étape \| Classement de l'étape \| \| Coureur \| Coureur \| Pays \| Équipe \| Temps \| \| --------------------- \| --------------------- \| --------------------- \| ----------------------- \| --------------------- \| \| 1er \| Henri Pélissier \| France \| Peugeot-Wolber \| 13 h 21 min 16 s \| \| 2e \| Jean Rossius \| Belgique \| Alcyon-Soly \| + 0 s \| \| 3e \| Emile Wirtz \| \| \| + 0 s \| \| 4e \| Philippe Thys \| Belgique \| Peugeot-Wolber \| + 0 s \| \| 5e \| Louis Trousselier \| France \| Automoto-Continental \| + 1 min 11 s \| \| 6e \| François Faber \| Luxembourg \| Peugeot-Wolber \| + 2 min 01 s \| \| 7e \| Oscar Egg \| Suisse \| Peugeot-Wolber \| + 2 min 01 s \| \| 8e \| Marcel Godivier \| France \| \| + 2 min 01 s \| \| 9e \| Paul Duboc \| France \| La Française-Hutchinson \| + 2 min 01 s \| \| 10e \| Ivor Munro \| Australie \| \| + 2 min 01 s \| |                   |            |                         |                  |
| |                   |            |                         |                  |
| |                   |            |                         |                  |
| Classement de l'étape |                   |            |                         |                  |
| Coureur | Coureur           | Pays       | Équipe                  | Temps            |
| 1er | Henri Pélissier   | France     | Peugeot-Wolber          | 13 h 21 min 16 s |
| 2e | Jean Rossius      | Belgique   | Alcyon-Soly             | + 0 s            |
| 3e | Emile Wirtz       |            |                         | + 0 s            |
| 4e | Philippe Thys     | Belgique   | Peugeot-Wolber          | + 0 s            |
| 5e | Louis Trousselier | France     | Automoto-Continental    | + 1 min 11 s     |
| 6e | François Faber    | Luxembourg | Peugeot-Wolber          | + 2 min 01 s     |
| 7e | Oscar Egg         | Suisse     | Peugeot-Wolber          | + 2 min 01 s     |
| 8e | Marcel Godivier   | France     |                         | + 2 min 01 s     |
| 9e | Paul Duboc        | France     | La Française-Hutchinson | + 2 min 01 s     |
| 10e | Ivor Munro        | Australie  |                         | + 2 min 01 s     |

### Classement général
| \| Classement général \| Classement général \| Classement général \| Classement général \| Classement général \| \| Coureur \| Coureur \| Pays \| Équipe \| Temps \| \| ------------------ \| ------------------ \| ------------------ \| ------------------ \| ------------------ \| \| 1er \| Philippe Thys \| Belgique \| Peugeot-Wolber \| 200 h 28 min 48 s \| \| 2e \| Henri Pélissier \| France \| Peugeot-Wolber \| + 1 min 50 s \| \| 3e \| Jean Alavoine \| France \| Peugeot-Wolber \| + 36 min 53 s \| |                 |          |                |                   |
| |                 |          |                |                   |
| |                 |          |                |                   |
| Classement général |                 |          |                |                   |
| Coureur | Coureur         | Pays     | Équipe         | Temps             |
| 1er | Philippe Thys   | Belgique | Peugeot-Wolber | 200 h 28 min 48 s |
| 2e | Henri Pélissier | France   | Peugeot-Wolber | + 1 min 50 s      |
| 3e | Jean Alavoine   | France   | Peugeot-Wolber | + 36 min 53 s     |